# Dubiaranea discolor
Dubiaranea discolor is een spinnensoort uit de familie hangmatspinnen (Linyphiidae). De soort komt voor in Colombia.